# Merve Dalbeler Aslan
Merve Dalbeler Aslan (ur. 27 czerwca 1987 w Stambule) – turecka siatkarka grająca na pozycji libero; reprezentantka Turcji.

## Sukcesy klubowe
Mistrzostwo Turcji:
- 2006, 2007, 2008, 2015, 2017
- 2014, 2016
- 2005, 2012, 2018, 2019, 2021

Puchar Turcji:
- 2009, 2015, 2017

Liga Mistrzyń:
- 2012
- 2016

Puchar CEV:
- 2014
- 2013

Superpuchar Turcji:
- 2015

## Sukcesy reprezentacyjne
Volley Masters Montreux:
- 2015
- 2016

Igrzyska Europejskie:
- 2015

Mistrzostwa Europy:
- 2017